# (21539) Josefhlávka
(21539) Josefhlávka ist ein Asteroid des Hauptgürtels, der am 20. August 1998 vom tschechischen Astronomen Petr Pravec an der Sternwarte Ondřejov (IAU-Code 557) auf dem Berg Manda in Ondřejov in Tschechien entdeckt wurde.
Der Asteroid wurde am 19. Februar 2006 nach dem tschechischen Architekten und Mäzen Josef Hlávka (1831–1908) benannt, der als einer der prominentesten Bauunternehmer der Wiener Ringstraßenzeit unter anderem die Lazaristenkirche sowie das Palais Erzherzog Wilhelm (Deutschmeisterpalais) erbaute und in den 1880er Jahren die Tschechische Akademie der Wissenschaften gründete.